# Kadavanthi, Chikmagalur
Kadavanthi là một làng thuộc tehsil Chikmagalur, huyện Chikmagalur, bang Karnataka, Ấn Độ.